# NHL Awards 1999
Die NHL Awards 1999 sind Eishockey-Ehrungen und wurden im Juni 1999 vergeben.
Jaromír Jágr war der große Gewinner, da er als wertvollster und auch bester Spieler ausgezeichnet wurde, hinzu kam die Trophäe als bester Scorer. Sein tschechischer Landsmann Dominik Hašek erhielt zum fünften Mal die Auszeichnung als bester Torhüter der NHL und Jere Lehtinen gewann, wie im Vorjahr die Trophäe als bester Defensiv-Stürmer. Zum ersten Mal wurde ein Preis für den besten Torschützen der Saison verliehen, der an Teemu Selänne ging. Eishockeylegende Wayne Gretzky, der im Laufe seiner Karriere mehrere fast unerreichbare Rekorde aufgestellt hatte, wurde zum Ende seiner Laufbahn noch einmal als fairster Spieler ausgezeichnet. Es war das fünfte Mal, dass er diese Trophäe erhielt.

## Preisträger
Hart Memorial Trophy
Wird verliehen an den wertvollsten Spieler (MVP) der Saison durch die Professional Hockey Writers' Association
- Jaromír Jágr (RF) – Pittsburgh Penguins

- Außerdem nominiert
- Dominik Hašek (G) – Buffalo Sabres
- Alexei Jaschin (C) – Ottawa Senators

Lester B. Pearson Award
Wird verliehen an den herausragenden Spieler der Saison durch die Spielergewerkschaft NHLPA
- Jaromír Jágr (RF) – Pittsburgh Penguins

Vezina Trophy
Wird an den herausragenden Torhüter der Saison durch die Generalmanager der Teams verliehen
- Dominik Hašek – Buffalo Sabres

- Außerdem nominiert
- Byron Dafoe – Boston Bruins
- Curtis Joseph – Toronto Maple Leafs

James Norris Memorial Trophy
Wird durch die Professional Hockey Writers' Association an den Verteidiger verliehen, der in der Saison auf dieser Position die größten Allround-Fähigkeiten zeigte
- Al MacInnis – St. Louis Blues

- Außerdem nominiert
- Ray Bourque – Boston Bruins
- Nicklas Lidström – Detroit Red Wings

Frank J. Selke Trophy
Wird an den Angreifer mit den besten Defensivqualitäten durch die Professional Hockey Writers' Association verliehen
- Jere Lehtinen – Dallas Stars

- Außerdem nominiert
- Magnus Arvedson – Ottawa Senators
- Michael Peca – Buffalo Sabres

Calder Memorial Trophy
Wird durch die Professional Hockey Writers' Association an den Spieler verliehen, der in seinem ersten Jahr als der Fähigste gilt
- Chris Drury (C) – Colorado Avalanche

- Außerdem nominiert
- Milan Hejduk (RF) – Colorado Avalanche
- Marián Hossa (RF) – Ottawa Senators

Lady Byng Memorial Trophy
Wird durch die Professional Hockey Writers' Association an den Spieler verliehen, der durch einen hohen sportlichen Standard und faires Verhalten herausragte
- Wayne Gretzky (C) – New York Rangers

- Außerdem nominiert
- Nicklas Lidström (V) – Detroit Red Wings
- Teemu Selänne (RF) – Mighty Ducks of Anaheim

Jack Adams Award
Wird durch die NHL Broadcasters' Association an den Trainer verliehen, der am meisten zum Erfolg seines Teams beitrug
- Jacques Martin – Ottawa Senators

- Außerdem nominiert
- Ken Hitchcock – Dallas Stars
- Pat Quinn – Toronto Maple Leafs

King Clancy Memorial Trophy
Wird an den Spieler vergeben, der durch Führungsqualitäten, sowohl auf als auch abseits des Eises und durch soziales Engagement herausragte
- Rob Ray – Buffalo Sabres

Bill Masterton Memorial Trophy
Wird durch die Professional Hockey Writers' Association an den Spieler verliehen, der Ausdauer, Hingabe und Fairness in und um das Eishockey zeigte
- John Cullen – Tampa Bay Lightning

Conn Smythe Trophy
Wird an den wertvollsten Spieler (MVP) der Play Offs verliehen
- Joe Nieuwendyk (C) – Dallas Stars

Art Ross Trophy
Wird an den besten Scorer der Saison verliehen
- Jaromír Jágr – Pittsburgh Penguins 127 Punkte (44 Tore, 83 Vorlagen)

Maurice Richard Trophy
Wird an den besten Torschützen der Liga vergeben
- Teemu Selänne – Mighty Ducks of Anaheim 47 Tore

William M. Jennings Trophy
Wird an den/die Torhüter mit mindestens 25 Einsätzen verliehen, dessen/deren Team die wenigsten Gegentore in der Saison kassiert hat
- Ed Belfour 117 Gegentore in 61 Spielen (Gegentordurchschnitt: 1.99) und
Roman Turek – Dallas Stars 48 Gegentore in 26 Spielen (Gegentordurchschnitt: 2.08)

NHL Plus/Minus Award
Wird an den Spieler verliehen, der während der Saison die beste Plus/Minus-Statistik hat
- John LeClair – Philadelphia Flyers +36